# Суфлион (дим)
Суфли́он (греч. Δήμος Σουφλίου) — община (дим) на северо-востоке Греции. Входит в периферийную единицу Эврос в периферии Восточная Македония и Фракия. Население 14 941 житель по переписи 2011 года. Площадь 1325,721 квадратного километра. Плотность 11,27 человека на квадратный километр. Административный центр общины — Суфлион. Димархом на местных выборах 2014 года избран Эвангелос Пулильос (Ευάγγελος Πουλιλιός).
Сообщество Суфлион создано в 1924 году (ΦΕΚ 194Α), община Суфлион — в 1924 году (ΦΕΚ 234Α). В 2010 году (ΦΕΚ 87Α) по программе «Калликратис» к общине Суфлион присоединены упразднённые общины Тихерон и Орфеас.

## Административное деление

Административное деление общины:
1 — Суфлион
2 — Орфеас (сверху), Тихерон (снизу)

Община (дим) Суфлион делится на 3 общинные единицы.